# 樓蘭控股
樓蘭控股有限公司（除牌當時為8039.HK）-- 前香港創業板上市公司，創辦於1970年，主要業務生產紅酒等產品。全部收入來自中國。
樓蘭控股在2005年1月26日起暫停買賣，原因是財政債務糾紛。
最後本公司因未能向港交所提交復牌建議，而根據《香港聯合交易所有限公司創業板證券上市規則》條例第9.14條，裁定本公司在2008年3月27日於上午9時30分撤銷上市。

## 相關連結
- 楼兰酒业“匿迹”后的复出
- 楼兰控股(8039)受内地银行接管通知困扰,再度延发两年业绩 （页面存档备份，存于）
- 監管通告消息